# (5475) Hanskennedy
(5475) Hanskennedy – planetoida należąca do wewnętrznej części pasa głównego asteroid okrążająca Słońce w ciągu 2 lat i 241 dni w średniej odległości 1,92 j.a. Została odkryta 26 sierpnia 1989 roku w Siding Spring Observatory w Australii przez Roberta McNaughta. Nazwa planetoidy pochodzi od Hansa D. Kennedy'ego (ur. 1924), holendersko-australijskiego astronoma. Przed nadaniem nazwy planetoida nosiła oznaczenie tymczasowe (5475) 1989 QO.